# Johann Heinrich von Drost
Johann Heinrich von Drost oder Johann Dietrich Drost  und Johann Droste (* 1731 auf Sängerhof in Dinker bei Soest; † 1791) war ein preußischer Major und Chef des III. Stehenden Grenadier-Bataillon.

## Leben

### Herkunft und Familie
Johann war Angehöriger der märkischen Linie des münsterländischen Adelsgeschlechts Droste zu Hülshoff auf den Gütern Hofe (das 1698 in Konkurs ging), Sengerhof, Klotinghoff und Ebinghoff. Sein Vater war Gottfried von Drost († 1736).
Mit Gut Sengerhof war 1713 sein mutmaßlicher Verwandter Alhard V. Droste zu Hülshoff, Eigentümer seit 1686 belehnt worden, danach angeblich er selbst. Schon 1736 endete die Belehnung und es wurde der Offizier Hans Heinrich von Zastrow, Eigentümer seit 1729, durch den König Friedrich Wilhelm I. von Preußen mit Haus Sengerhof belehnt, der das noch bestehende Herrenhaus erbaute.
Er war mit Clara Elisabeth von Ramspath vermählt. Kinder aus dieser Ehe sind nicht bekannt.

### Werdegang
Drost trat am 13. September 1749 als Fahnenjunker in das Füsilierregiment Nr. 44 (Gaudi) ein und bestritt fortan eine Offizierslaufbahn in der preußischen Armee. Er avancierte am 8. November 1751 zum Fähnrich, am 9. Oktober 1756 zum Sekonde- sowie am 13. April 1760 zum Premierleutnant. Am Siebenjährigen Krieg hatte er teilgenommen. Seine Beförderung zum Stabshauptmann erfolgte am 10. Juni 1766, die zum wirklichen Hauptmann im Jahre 1768. Nachdem er 1782 zum Major (nach einer anderen Quelle zum Oberstleutnant) aufgestiegen war, wurde er am 4. Juni 1784 als Nachfolger Johann Wilhelm Leopold von Borckes der letzte Kommandeur des Grenadier-Bataillons Nr. 3. Dieses war aus jeweils zwei Kompanien der Regimenter Nr. 41 (Jung-Woldeck) und Nr. 44 (Gaudi) gebildet und 1787 aufgelöst worden.